# Oroplexia simulata
Oroplexia simulata là một loài bướm đêm trong họ Noctuidae.